# Норманская теория

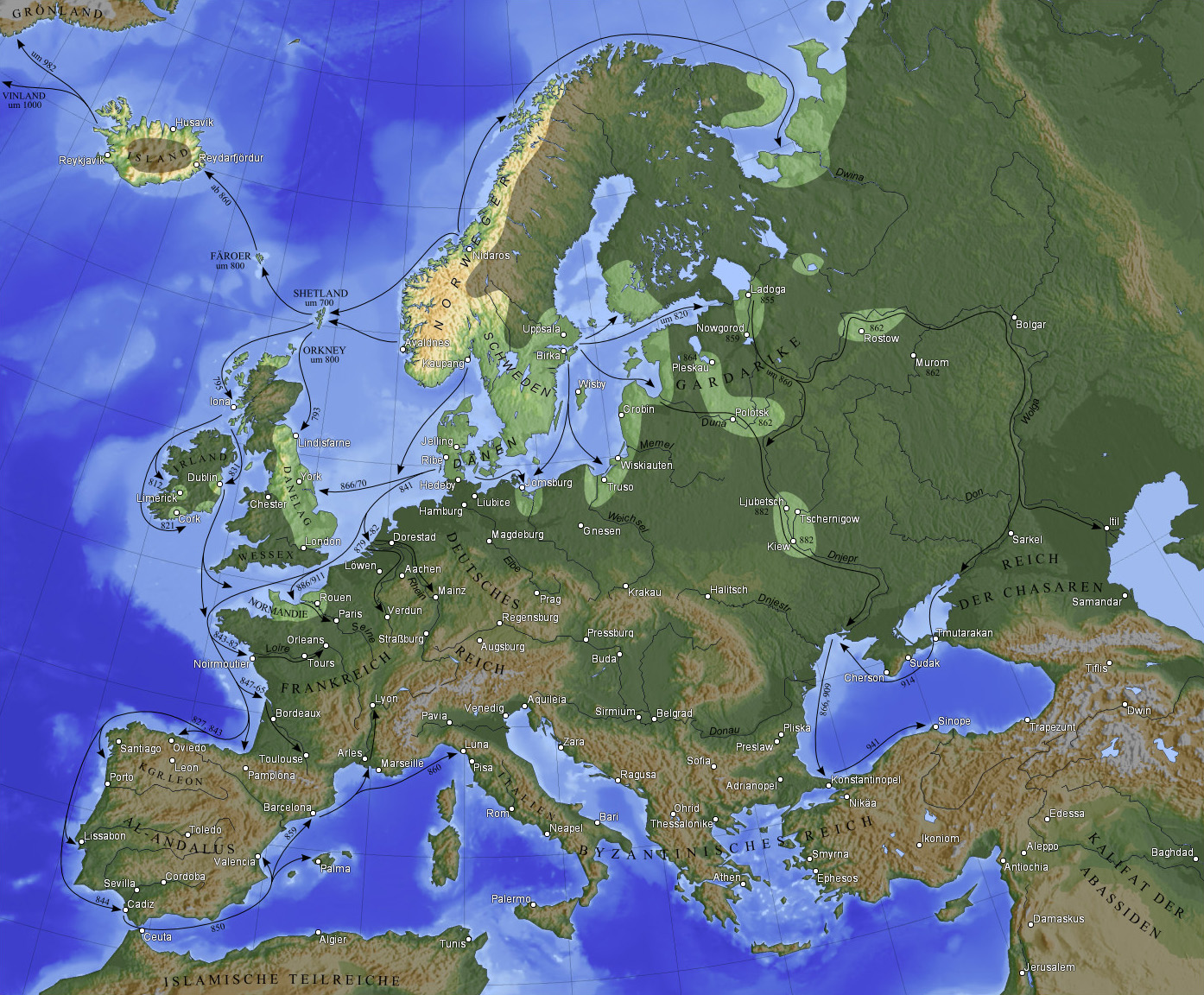
Расселение и походы скандинавов в VIII—X веках

Норма́нская тео́рия (нормани́зм), иногда также норманнская, — условный термин для обозначения совокупности научно-исторических представлений, согласно которым народ русь и варяги являлись скандинавами; происходили из Скандинавии (скандинавы назывались в Западной Европе норманнами, отсюда термин). Некоторыми авторами скандинавы рассматриваются в качестве основателей или активных участников формирования первых государств восточных славян: государства Рюрика, а затем Киевской Руси. Также «норманизм» и «норманист» могут использоваться антинорманистами как полемические термины, направленные против тех, кого они рассматривают в качестве своих оппонентов. Норманизм зародился на основе историографической концепции «Повести временных лет» (начало XII века).
Большинством учёных признаются существенное влияние скандинавов на раннюю Русь, скандинавская принадлежность варягов, народа русь, правящего слоя в начальный период и первых правителей Руси, о чём свидетельствует широкий круг письменных, археологических и лингвистических источников. При этом в современной науке скандинавы не считаются собственно основателями Русского государства, принесшими местным народам государственность; образование раннего Русского государства рассматривается как сложный процесс, включавший как внутренние (общественная эволюция местных, в первую очередь восточно-славянских общностей), так и внешние факторы. 
В российской и советской историографии норманской теории противопоставляется антинорманизм, отрицающий влияние скандинавов на социально-политическую жизнь Руси, распространённый преимущественно в постсоветских странах. Антинорманизм может иметь националистическую мотивацию и конструировать «образ врага». Опровержения норманской теории могут выдвигаться в рамках инструментального подхода к истории, который отрицает самостоятельную ценность прошлого и ставит прошлое на службу настоящему; по явному или подразумеваемому заказу власти. Другой причиной распространённости антинорманизма является отрицание теорий миграционизма и диффузионизма и роли миграций.

## Понятие
Понятия норманская теория, норманизм являются весьма неоднозначными. Классическим считается норманизм, который включал положения о приходе норманнов на восточнославянскую территорию, влиянии их на местную культуру, основании ими первого Русского государства и правящей княжеской династии, а также о скандинавском происхождении названия Русь. Позднее термин норманизм стал пониматься расширительно, применяясь к учёным, разделявшим хотя бы одно из данных положений. А. Стендер-Петерсен в 1953 году писал, что между норманистами и антинорманистами «провести точную, однозначную грань… теперь уже не так легко, как это было в старину».
В современной науке также распространено понимание норманизма как концепции, согласно которой скандинавы являются именно основателями Древнерусского государства. С данной точки зрения норманизм практически отсутствует в современной научной среде, в которой считается, что к моменту прихода варягов славяне уже обладали всеми предпосылками для создания государственности, и славяно-скандинавские отношения носили договорной характер. Учёные, разделяющие мнение о славяно-скандинавском синтезе, именуются «норманистами» в основном в трудах сторонников антинорманизма.
По мнению историка и археолога Л. С. Клейна, «норманская теория», «норманизм» никогда не существовал как научная концепция, тогда как антинорманизм существует, но представляет собой, прежде всего, идеологическую платформу, основанную на комплексе неполноценности. Антинорманизм характерен именно для России. Хотя норманны в Средние века захватили значительные территории в Англии, Франции, совершали набеги на Германию, Испанию и Византию, однако французы и англичане не отрицают этих фактов. Борьба антинорманизма с «норманизмом», согласно Клейну — это не критика некой теории, а спор о фактах. Клейн писал: «норманизм — это утверждение природного превосходства норманнов (северных германцев) над другими народами и объяснение этим превосходством исторических достижений этого народа — как мнимых, так и действительных. Это разновидность биологического детерминизма в истории (расизма). Это не научное течение вообще». С этой точки зрения в науке норманизм практически отсутствует, а его использование антинорманистами является полемическим приёмом, поскольку ими прямо утверждается или подразумевается, что любой, кто разделяет представление о скандинавском происхождении варягов, народа Русь или каком-либо влиянии скандинавов на начальные этапы развития Древнерусского государства — является сторонником «расовой ущербности» славян.
По мнению историков Вероника Газо и А. Е. Мусина, «норманизм это не теория: он существует как воображаемый конструкт антинорманнистов. Антинорманисты, не колеблясь, приписывают норманистам надуманные идеи, вроде того, что славяне не смогли бы сами создать государство, или что германцы должны руководить, а славяне подчиняться и т. д.».

## Аргументы

### Русские источники
В ранних русских источниках варяги являются собирательным обозначением скандинавских народов или выходцев из Скандинавии на Руси.
Согласно «Повести временных лет», в 862 году для прекращения междоусобиц племена восточных славян (кривичи и ильменские словене) и финно-угров (чудь и весь) обратились к варягам-руси с предложением занять княжеский престол:

«В год 6370 [862 по современному летоисчислению]… Пошли за море к варягам, к руси. Те варяги назывались русью, как другие называются шведы, а иные — норманны и англы, а еще иные готы — вот так и эти. Сказали руси чудь, славяне, кривичи и весь: „Земля наша велика и обильна, а порядка в ней нет. Приходите княжить и владеть нами“. И избрались трое братьев со своими родами, и взяли с собой всю русь, и пришли прежде всего к славянам. И поставили город Ладогу. И сел старший, Рюрик, в Ладоге, а другой — Синеус, — на Белом озере, а третий, Трувор, — в Изборске. И от тех варягов прозвалась Русская земля».
Оригинальный текст (церк.-сл.)В лѣто 6370… Идоша за море к варягом, к руси. Сице бо звахуть ты варягы русь, яко се друзии зовутся свее, друзии же урмани, аньгляне, инѣи и готе, тако и си. Ркоша руси чюдь, словенѣ, кривичи и вся: „Земля наша велика и обилна, а наряда въ ней нѣтъ. Да поидете княжить и володѣть нами“. И изъбрашася трие брата с роды своими, и пояша по собѣ всю русь, и придоша къ словѣномъ пѣрвѣе. И срубиша город Ладогу. И сѣде старѣйший в Ладозѣ Рюрикъ, а другий, Синеусъ на Бѣлѣ озерѣ, а третѣй Труворъ въ Изборьсцѣ. И от тѣхъ варягъ прозвася Руская земля.

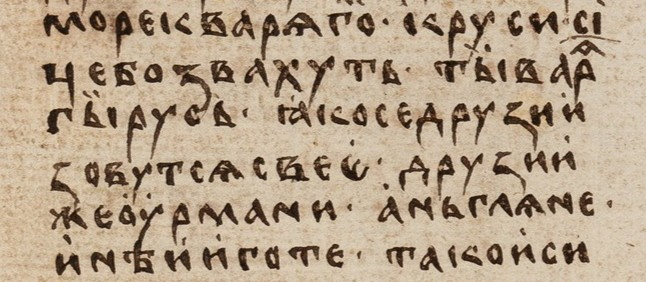
«Те варяги назывались русью, как другие называются шведы, а иные — норманны и англы, а еще иные готы — вот так и эти» («Сице бо звахуть ты варягы русь, яко се друзии зовутся свее, друзии же урмани, аньгляне, инѣи и готе, тако и си»), рассказ о призвании варягов, «Повесть временных лет», список Ипатьевской летописи, XV век

Летопись перечисляет народы, которые входят в общность, именуемую варягами: свее (шведы), урмани (норвежцы), аньгляне (англы), готе (готландцы). Почти все перечисленные народы, кроме англов, принадлежат к скандинавам, а включение англов может отражать ситуацию, когда Англия входила в состав государства датского конунга Кнуда Великого. Варяги — не отдельный народ, а общее наименование всех скандинавских племён, перечисленных следом. Народ русь здесь представлен как разновидность варягов. Лингвист С. Л. Николаев комментирует данный фрагмент в Московско-Академическом списке «Повести временных лет» следующим образом: "Варязи [шведы южной Финляндии?] Свеи [шведы восточной Швеции] Оурмане [«норманны», датчане и норвежцы] Галичане [скорее валлийцы, чем французы]. Согласно БРЭ, «Нет оснований не доверять этому преданию, но летописная хронология событий (изгнание варягов, призвание Рюрика, вокняжение в Киеве Аскольда и Дира в 852, смерть Рюрика в 879, захват Киева Олегом в 882) явно условна».
В ряде средневековых источников русь упоминается одновременно и как восточный (восточноевропейский), и как западный народ. В «Повести временных лет», помимо перечня варяжских народов в известии о призвании варягов, русь дважды упоминается в таблице народов: среди населения части света, доставшейся библейскому Иафету, русь названа рядом с финно-угорскими и балтскими племенами Восточной Европы («Въ Афетови же части сѣдить русь, чюдь и вси языцѣ: меря, мурома, всь, мордва, заволочьская чюдь, пермь, печера, ямь, югра, литва, зимигола, корсь, лѣтьгола, либь»; при этом русь противопоставлена чуди — собирательному названию ряда племён, в основном прибалтийско-финских); далее в перечне потомков Иафета русь названа снова, но на этот раз среди северных германских народов, тех же, что в рассказе о призвании варягов, и предваряют эту группу народов варяги («Афетово же колѣно и то: варязи, свеи, урмане, готѣ, русь, аглянѣ…»). В Константинопольском списке «Иосиппона» сказано, что руси также «живут по реке Кира [в других списках Кива, то есть Киев], текущей в море Гурган [Каспийское]». Двойная локализация руси имеется и в некоторых арабских источниках, например, у Якуба ар-рус упомянуты рядом с хазарами и смешиваются со славянами, но походы на пруссов они совершали на кораблях с запада, то есть с Балтики. Лингвист С. Л. Николаев объясняет эти двойные упоминания «раздвоением» самой руси, которая, с одной стороны, продолжала оставаться скандинавским (восточношведским) этносом (по Николаеву, жителями Рудена-Руслагена), а с другой — овладела значительными восточноевропейскими территориями, и её название стало также названием славянского населения и государства Русь.
В Новгородской первой летописи, предположительно отразившей предшествующий «Повести временных лет» «Начальный свод» конца XI века, данный рассказ изложен в более кратком варианте: «Идоша за море к Варягомъ и ркоша: „земля наша велика и обилна, а наряда у нас нѣту; да поидѣте к намъ княжить и владѣть нами“…». Однако дальше эта летопись также сообщает о связи с варягами названия руси: «И от тѣх Варягъ, находникъ тѣхъ, прозвашася Русь, и от тѣх словет Руская земля; и суть новгородстии людие до днешняго дни от рода варяжьска».
Русские летописи оставили в древнерусской передаче список имён варягов-руси (в том числе в текстах русско-византийских договоров 911 и 944 годов), большинство отчётливой древнегерманской или скандинавской этимологии. Имена князя Игоря и его жены Ольги в греческой транскрипции по синхронным византийским источникам (сочинениям Константина Багрянородного) фонетически близко стоят к скандинавскому звучанию (Ингор, Хелга).
Некоторыми исследователями предполагается, что скандинавское влияние отражено древнерусском своде законов, Русской Правде и в таких литературных произведениях, как «Слово о полку Игореве» и даже в былинах, представляющих собой героические сказания о ранней Киевской Руси, в которых, в частности, присутствует слово витязь, производное от викинг. Другие учёные считают, что содержательные параллели могли возникнуть по причине общего сходства между германской и славянской культурами.

### Письменные свидетельства современников
Большое число византийских, западноевропейских, арабо-персидских источников свидетельствуют, что в IX – первой половине X века название «русь» относилось именно к варягам и русь в этот период отличали от славян.
Западноевропейские и византийские авторы IX—X веков идентифицируют русь как шведов, норманнов или франков. За редким исключением арабо-персидские авторы описывают русов отдельно от славян, помещая первых вблизи или среди славян.
Первое бесспорное упоминание руси («народа рос») содержится под 839 годом в Бертинских анналах, то есть относится к периоду более раннему, чем описан в древнерусских летописях. В анналах сообщается о посольстве византийского императора Феофила к императору Людовику Благочестивому 18 мая 839 года. С византийским посольством были направлены некие люди, которым Феофил просил оказать содействие в возвращении на родину:

«Он также послал с ними тех самых, кто себя, то есть свой народ называли Рос, которых их король, прозванием каган, отправил ранее ради того, чтобы они объявили о дружбе к нему [Феофилу], прося посредством упомянутого письма, поскольку они могли [это] получить благосклонностью императора, возможность вернуться, а также помощь через всю его власть. Он [Феофил] не захотел, чтобы они возвращались теми [путями] и попали бы в сильную опасность, потому что пути, по которым они шли к нему в Константинополь, они проделывали среди варваров очень жестоких и страшных народов.
Очень тщательно исследовав причину их прихода, император [Людовик] узнал, что они из народа свеонов (eos gentis esse Sueonum), как считается, скорее разведчики, чем просители дружбы того королевства и нашего, он приказал удерживать их у себя до тех пор, пока смог бы это истинно открыть».
Важным аргументом норманской теории является сочинение византийского императора Константина VII Багрянородного «Об управлении империей» (949 год), где приводятся названия днепровских порогов на двух языках: росском и славянском, и толкование названий на греческом.
| Славянское название | Перевод на греческий | Славянская этимология                              | Росское название | Скандинавская этимология                           | Название в XIX веке          |
| ------------------- | -------------------- | -------------------------------------------------- | ---------------- | -------------------------------------------------- | ---------------------------- |
| Не спи              | Ἐσσουπῆ              | 1. Не съпи 2. Уступы                               | —                | др.-шв. stupi ‘водопаду (дат.п.)’                  | Старо-Кайдацкий              |
| Островок порога     | Ὀστροβουνιπράχ       | Островьныи прагъ                                   | Οὐλβορσί         | др.-шв. holmforsi ‘островному порогу (дат.п.)’     | Лоханский и Сурский пороги   |
| Шум порога          | Γελανδρί             | —                                                  | —                | др.-шв. gællandi ‘громкий, звенящий’               | Звонец, в 5 км от Лоханского |
| Гнездовье пеликанов | Νεασήτ               | Неѩсыть (пеликан)                                  | Ἀειφόρ           | др.-шв. æidfors ‘водопад на волоке’                | Ненасытецкий                 |
| Большая заводь      | Βουλνιπράχ           | Вълньныи прагъ                                     | Βαρουφόρος       | др.-исл. barufors ‘порог с волнами’                | Волнисский                   |
| Кипение воды        | Βερούτζη             | Вьручии (кипящий)                                  | Λεάντι           | др.-шв. le(i)andi ‘смеющийся’                      | Не локализован               |
| Малый порог         | Ναπρεζή              | 1. На стрьзи (на стрежне) 2. Порожьнии, напрасьныи | Στρούκουν        | др.-исл. strukum ‘узкой части русла реки (дат.п.)’ | Лишний или Вольный           |

При этом Константин сообщает, что славяне являются «данниками» (пактиотами — от греч. πάκτα «налог», «подать») росов. Этим же термином характеризуются сами же росские крепости, в которых жили росы.

### Археологические свидетельства

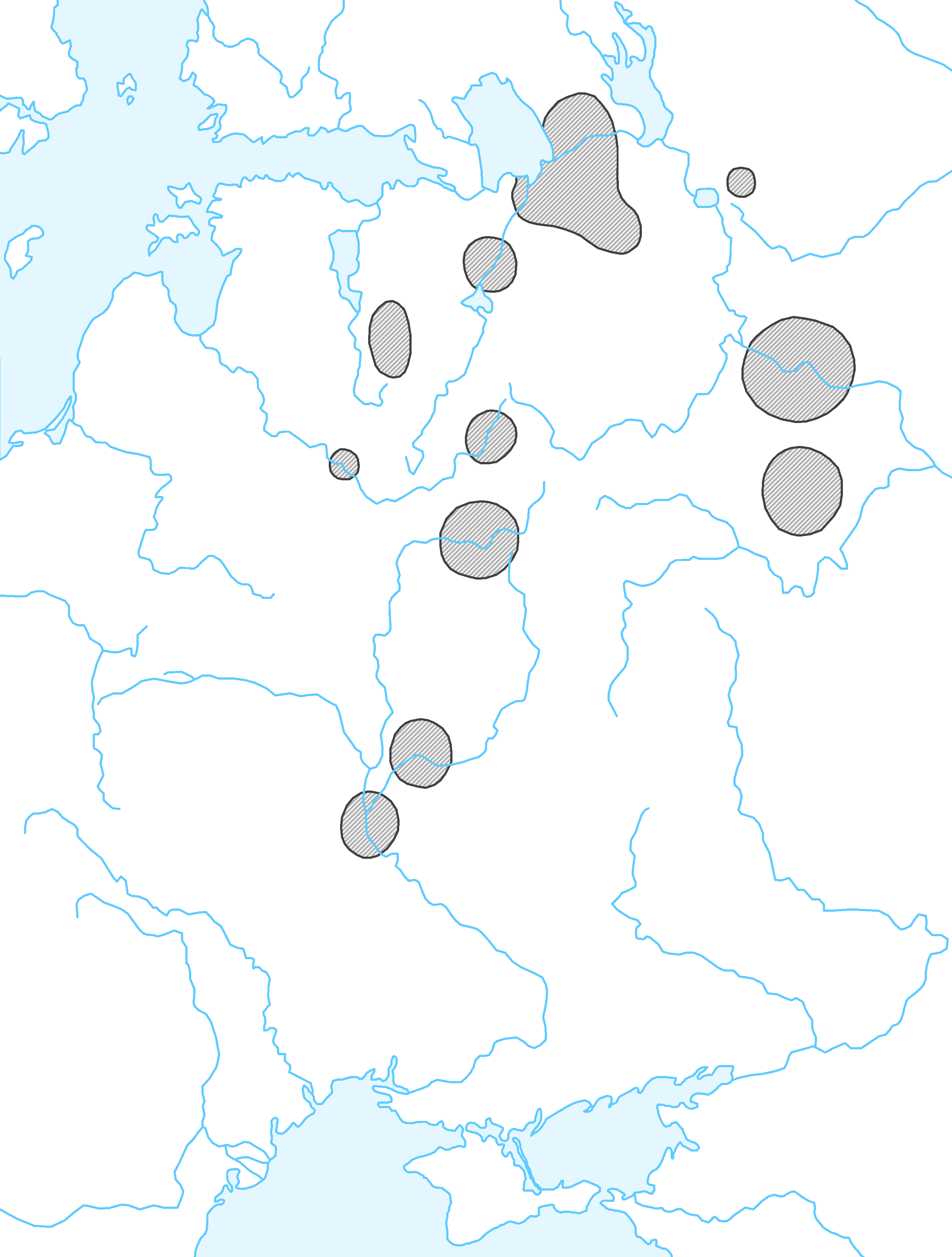
Археологические памятники Руси, включающие скандинавские комплексы и вещи в культурном слое поселений, X—XI века (по Г. С. Лебедеву и В. А. Назаренко)

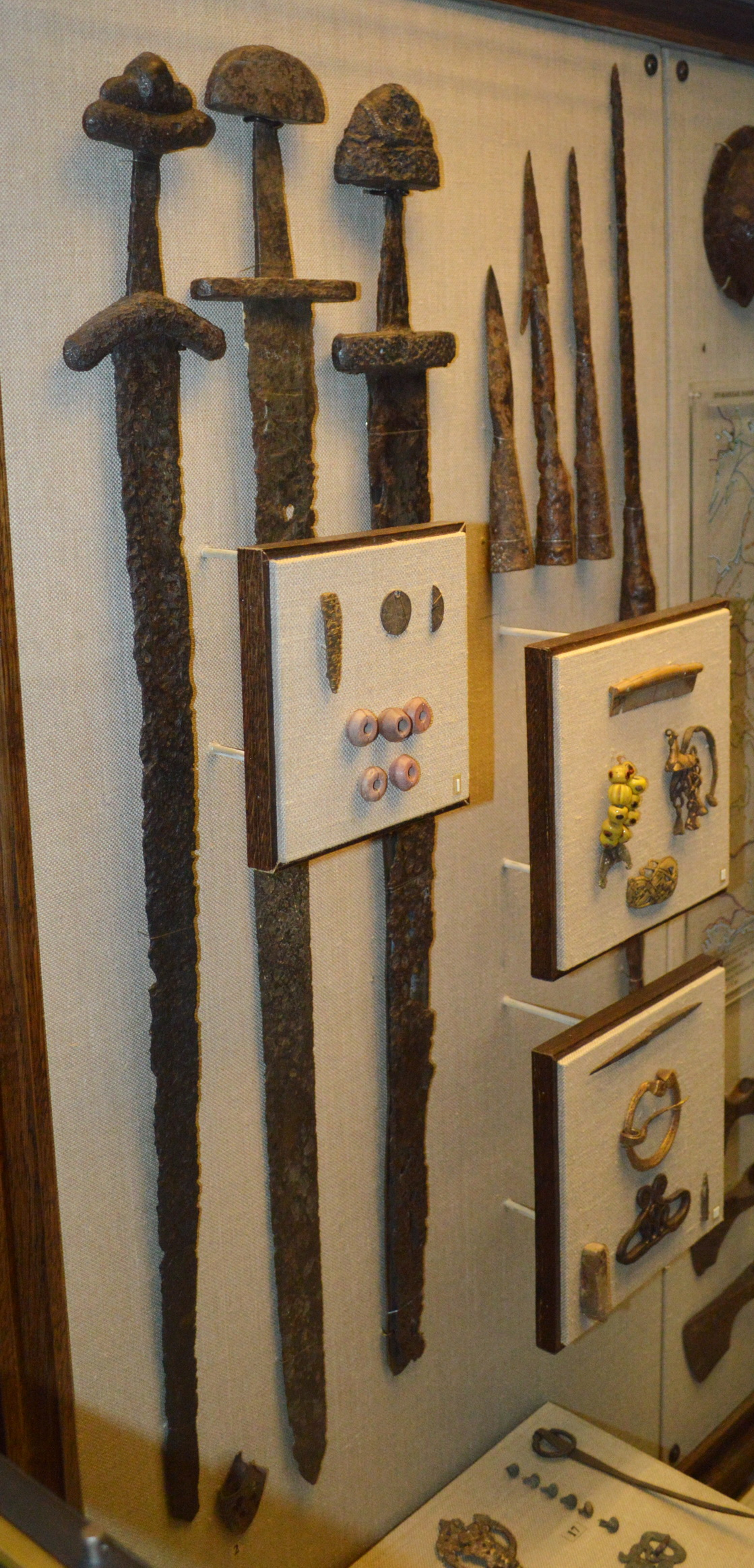
Мечи каролингского типа («мечи викингов») и другие находки. Рюриково городище, Новгород, Гнёздово

Арабский путешественник Ибн Фадлан в деталях описал характерный для скандинавов обряд захоронения знатного руса со сжиганием в ладье и последующим возведением кургана. Данное событие относится к 922 году. Могилы такого типа обнаружены под Старой Ладогой и более поздние в Гнёздове. Способ захоронения, вероятно, возник в среде выходцев из Швеции на Аландских островах и позднее с началом эпохи викингов распространился в Швеции, Норвегии, на побережье Финляндии и на территории будущей Киевской Руси.
Более 1200 скандинавских предметов вооружения, украшений, амулетов и предметов быта, а также орудий труда и инструментов VIII—XI веков происходит примерно из 70 археологических памятников Древней Руси. Известно около 100 находок граффити в виде отдельных скандинавских рунических знаков и надписей. Предметы скандинавского происхождения найдены во всех древнерусских торгово-ремесленных поселениях (Ладога — современная Старая Ладога, Тимерёво, Гнёздово, Шестовица и др.) и ранних городах (Новгород, Псков, Киев, Чернигов).
Раскопки в Рюриковом Городище под Новгородом под руководством Е. Н. Носова с 1975 года, давшие большое число скандинавских артефактов, в Старой Ладоге (согласно ряду летописей, первой резиденции Рюрика) под руководством А. Н. Кирпичникова с 1984 года, а также раскопки на Украине и в Белоруссии, выявили следы скандинавского заселения, начавшегося в IX—X веках и продолжавшегося около двух столетий. Среди наиболее важных свидетельств скандинавского присутствия в Восточной Европе — женские костюмы, некрополи норманнского типа, амулеты с руническими надписями, скандинавские идолы, которые являются показателями ремесла и религиозных практик. Интенсификация скандинавских артефактов в археологических памятниках северной Руси приходится на вторую половину IX века, что соответствует времени летописного призвания варягов на Русь и началу династии Рюриковичей. Археологические данные свидетельствуют о высоком положении варягов в автохтонном обществе. Культура скандинавской элиты привлекала местное население: наблюдается сложный процесс ассимиляции скандинавов в славянские и финские общества и формирование нового этноса. В свою очередь, следы контактов со славянскими племенами Балтийского моря незначительны, они оказали небольшое влияние на производство керамики.
Находки скандинавских предметов, рассеянные на большой территории в юго-восточном Приладожье, в округе Владимира, Суздаля и Ярославля, связаны с небольшими сельскими памятниками. Самые крупные из них (Тимерёво, Михайловское, Петровское) расположены недалеко от Ярославля, в 10—12 км от Волги. Значительную часть населения здесь составляли скандинавы. Обилие скандинавских древностей в Восточной Европе невозможно объяснить лишь дальними путешествиями и транзитной торговлей выходцев из Скандинавии, тем более часть находок происходит из мест, существенно удалённых от магистральных путей. Скандинавские археологические древности свидетельствуют о большой миграционной волне из Скандинавии в Восточную Европу, в основном с территории Средней Швеции. Эта миграция определялась суровыми природными условиями Скандинавии, небольшим количеством земель, пригодных для земледелия (к территории будущей Руси, напротив, относится летописная фраза «земля наша велика и обильна»).
На рубеже VI—VII веков по течению Волхова на месте будущей Любшанской каменной крепости возникает деревянный острог финно-угорских племён. Ряд находок свидетельствуют, что поселение было включено в систему контактов между Прикамьем, Южным Приладожьем, Финляндией и Средней Швецией. Обнаружение этого раннего поселения дополнительно свидетельствует, что контакты со скандинавами были начаты финно-угорским населением, а славяне включились в них позднее.
В Старой Ладоге, в частности, фиксируются следы скандинавского производства VIII века.
При археологических исследованиях слоев IX—X веков в Рюриковом городище обнаружено значительное количество находок военного снаряжения и одежды викингов, предметы скандинавского типа (железные гривны с молоточками Тора, бронзовые подвески с руническими надписями, серебряная фигурка валькирии и др.), что свидетельствует о присутствии выходцев из Скандинавии в Новгородских землях во времена зарождения русской государственности.
Скандинавы присутствовали среди основателей первых усадеб Новгорода в 930—950-х годах. Распределение скандинавских артефактов на территории города свидетельствует о свободном расселении скандинавов и их престижных позициях в социальной топографии.
Археологические исследования начала XXI века в Верхневолжском регионе демонстрируют наличие захоронений мужчин и женщин IX—X веков, обладавших высоким социальным статусом, а также предметами материальной культуры, в значительной степени соответствующей культуре Скандинавии, хотя это сходство уменьшается по мере удаления от Волги и ниже по её течению. Эти находки рассматриваются как ещё одно подтверждение скандинавского характера древнерусской элиты. Масштабы миграции скандинавов на Русь остаются неясными, но археологические исследования свидетельствуют, что значительное количество свободных скандинавских земледельцев проживало в Верхнем Поволжье.

### Лингвистические свидетельства
Ряд северогерманских (древнескандинавских) слов вошли в древнерусский язык в эпоху викингов. Оценки количества этих заимствований различны у разных авторов, от более чем 100 слов (Форссман) до 34 (Кипарский) и 30 (Струминский), включая личные имена. Согласно наиболее критическому и консервативному анализу, общеупотребительные древнескандинавские заимствования включают кнут, сельдь, шёлк, ящик, а также русь, варяг, стяг, витязь (от викинг). Многие относятся к особой сфере употребления и перестали широко использоваться к XIII веку, например, берковец (от *birkisk, 'Бирка / бирковый фунт', единица измерения массы, около 164 кг), голбец (от gulf, 'ящик' 'сарай'), гридь (от griði, grimaðr, 'телохранитель конунга'), ларь (от *lári, lárr, 'сундук', 'ствол'), пуд (от pund, единица измерения массы), скала (от skál), тиун (thiónn, управляющий), ябеда (от embætti, 'чиновник'). Древнескандинавское происхождение имеют имена (древнескандинавский вариант приведён в скобках): Аскольд (Hǫðskuldr, Hǫskuldr), Глеб (Guðleifr), Дир (Dýri), Игорь (Ingvarr), Ингварь (от того же Ingvarr), Олег (Hélgi), Ольга (Helga), Рогволод (Ragnvaldr, Rögnvaldr), Рогнеда (Ragnheiđr, Ragnhildr или *Rоgnêd), Рюрик (Hrœrekr или Rȳrik), Синеус, Трувор (Signjótr, Þórvar[ð]r), Тур (Þórir), Улеб (Ǫleifr, Олаф), Якун (Акун) (Hákon) и др. В русско-византийском договоре 911 года (сохранился в составе «Повести временных лет») из 15 имён послов «от рода рускаго» — два финских, остальные имеют древнескандинавское происхождение (древнескандинавский вариант приведён в скобках): Карлы (Karli), Инегелдъ (Ingjaldr), Фарлофъ (Farulfr), Веремудъ (Vermu(n)dr), Рулавъ (Rollabʀ), Гуды (Góði), Руалдъ (Hróaldr), Карнъ (Karn), Фрелавъ (Friðláfr), Рюаръ (Hróarr), Актеву (фин.), Труанъ (Þrándr), Лидуль (фин.), Фостъ (Fastr), Стемиръ (Steinviðr). Древнескандинавскими являются имена большинства послов также в тексте русско-византийского договора 944 года. Первые славянские имена появляются только в тексте этого договора, хотя вожди западно-славянских племён уже с начала IX века известны под отчётливо славянскими именами.
Из версий происхождения слова «русь» наиболее обоснована лингвистически «северная», западнофинская (скандинавская — из древнескандинавского языка через западнофинское посредство). Скандинавская этимология составляет современный лингвистический консенсус. Гипотезы «южного», местного, или автохтонного, происхождения этнонима русь (обычно из иранских или славянских языков) занимают важное место в концепциях антинорманистов. «Южные» гипотезы весьма слабо обоснованы как лингвистически, так и исторически (предполагается существование предшествовавшего Киевской Руси государства на юге). По словам лингвиста А. А. Зализняка, современный научный консенсус состоит в том, что вне зависимости от конкретной истории слова русь вначале оно обозначало только норманнов и пришло в русский язык из древнескандинавского языка (др.-сканд. rōþr «гребец» и «поход на гребных судах», трансформировавшееся через фин. ruotsi «шведский, швед» в др.-рус. рѹсь), а затем постепенно с норманнской элиты стало «скользить» на весь народ Киевской Руси.
По мнению лингвиста С. Л. Николаева др.-рус. рѹсь, рѹсьскыи псковские кривичи и ильменские словены первоначально называли представителей этноплеменного образования в шведском Рудене, с которым у местных славян и финских племён (чуди, веси) имелись устойчивые торговые связи (именно к ним племена обратились с просьбой прислать посредника в междоусобных спорах). После вокняжения династии Рюрика в Ладоге или Новгороде по распространённой в Средние века модели (ср. название восточнобалканских славян българе — от булгар, тюркских завоевателей; французы — по названию завоевателей-франков) этническое название правителей было перенесено на подвластный им народ, включавший как славян, так и финнов. По крайней мере до XII века славяне помнили, что русь является скандинавским (варяжским) племенем, а династия Рюрика имеет скандинавское (варяжское) происхождение, сам Рюрик был скандинавским правителем.
Согласно лингвисту С. Л. Николаеву, большая часть летописных варяжских имён (в том числе в текстах договоров с греками) отражает фонетику северогерманского диалекта (названного учёным континентальным северогерманским языком), отдельного от древнескандинавского языка, но близкого к нему. Эта фонетика заметно отличается от фонетики древнедатского, древнешведского и древнесеверного (древненорвежского и древнеисландского) языков, но в целом восходит к прасеверогерманской и отражает северогерманские инновации. Она имеет архаические черты, свидетельствующие о более раннем отделении диалекта от древнесеверогерманского (древнескандинавского) языка, чем разделение остальных северогерманских языков на восточную (шведско-датскую) и западную (норвежско-исландскую) и гутническую группы. По Николаеву, на континентальном северогерманском диалекте в конце 1-го тысячелетия говорили скандинавы, осевшие в Новгородской земле, в основном составлявшие до XIII века варяжскую часть дружины русских князей. Им также, возможно, пользовались скандинавы, осевшие в Смоленской земле (в Гнёздово северогерманское население непрерывно существовало с Х по XII века, его жители постепенно славянизировались в среде смоленских кривичей) и скандинавы древнего Пскова, откуда происходит варяжка княгиня Ольга, имя которой также анализируется как континентальное северогерманское. Предполагается, что континентальный северогерманский диалект сформировался на территории будущей Руси в «гардах» (в «варяжских слободах»), заселённых выходцами из Скандинавии в VIII—IX веках. Наряду с именами, отражающими фонетику континентального северогерманского диалекта, в летописях представлены имена с фонетикой восточно- или западноскандинавской групп. Как правило, такие имена фонетически являются восточношведскими и древнесеверными. Так, судя по узкому рефлексу северогерманского праязыка *œ̄, древнешведскую форму Rȳrik это имя имело в среднешведских (уппландских) диалектах. По мнению лингвиста А. В. Циммерлинга, имена варягов в списке послов и примкнувших к ним лиц указывают на достаточно поздние фонетические процессы, большинство из которых отражают восточно-скандинавские диалектные черты.
Большое число топонимов по всей Северо-Западной Руси, включая названия поселений или близлежащих рек, отражают имена или происхождение скандинавских поселенцев. Скандинавское имя Asviðr отражено в названии места, ныне известного как Ашвидово, Bófastr в Бухвостово, Dýrbjǫrn в Дюрбенево, Einarr в Инарево, Kynríkr в Кондриково, Rødríkr в Редриково, Ragnheiðr в Рогнедино, Snæbjǫrn в Снеберке, Sveinn в Свене, Siófastr в Сучвостово, Steingrímr в Стегримово, Thorbjǫrn в Турыборово. Более распространённые скандинавские имена оставили несколько топонимов, таких как Иварр в Иворово и Иворовке, Hákon в Якуново и Якунича, Oléf в Улебово, Олебино и Олибов, Bjǫrn в Берново, Бернятино, Бемнишки, Бернаво, Берновичи. Название Велиж имеет общее происхождение с Vællinge, название старого поместья недалеко от Стокгольма в Швеции. Многие топонимы также содержат слово варяг, например Варегово, Вареж(ка), Варызки, Варяжа, Веряжино, Веряжка. Другие названия восходят к термину колбяги, такие как Колбежичи, Колбяги и Колбижицы, а также к группе буряги (Byringar) в именах Буряжи, Буреги, Буриги, Бурези, Буряки, Бурязь и др.

### Экономическая ситуация

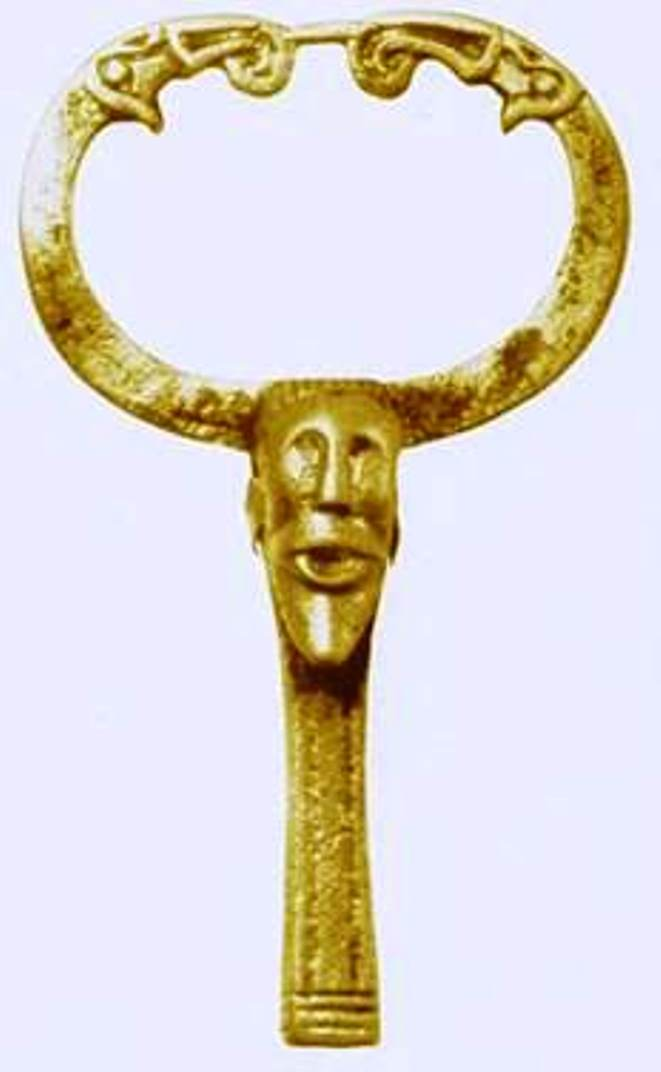
«Поющий Один» из скандинавского производственного комплекса Старой Ладоги VIII века. Навершие несохранившегося предмета. Стилистически связан с искусством Скандинавии вендельской эпохи

Для возникновения и развития «вторичных» государственных образований, к числу которых принадлежали и Древнерусское, и германские и древнескандинавские государства, возникшие в условиях контактов с уже сложившимися государствами, имели значение как внутренние предпосылки, создаваемые производящим хозяйством и ведущие к стратификации общества, так и внешние факторы — военная деятельность, торговля и др. В то же время возникновение «северной конфедерации племён», возглавляемой нобилитетом входивших в её состав племён и непосредственно предшествовавшей Древнерусскому государству, ни одним из исследователей не связывается успехами экономического развития региона. Производящее хозяйство было принесено сюда лишь в ходе славянской колонизации, незадолго до времени существования «конфедерации». Природные особенности региона, климат, сильная лесистость, незначительное количество плодородных почв не способствовали интенсивному росту земледелия. Лишь в середине VIII века на Волхове возникает небольшое поселение Ладога, которое в первой половине IX века становится предгородским поселением торгово-ремесленного характера численностью несколько десятков человек. Северо-западный регион переживает более интенсивное развитие начиная с середины — конца VIII века.
Единственным крупномасштабным явлением в данном регионе, синхронным названному процессу, было формирование торгового пути, соединившего Балтику с Поволжьем, Булгарией, Хазарией и Арабским халифатом через Неву, Ладогу и Волгу, что прослеживается прежде всего по распространению арабского серебра. Балтийско-Волжский торговый путь возник как продолжение на восток сложившейся к середине 1-го тысячелетия н. э. системы торговых коммуникаций, связывавшей центральноевропейский, североморский и балтийский регионы. К VI—VII векам балтийский участок пути достиг Свеаланда. К середине VIII века этот торговый маршрут уже оканчивался Ладогой. Возникновение на протяжении IX века на территории до Волги торгово-ремесленных поселений и военных стоянок, где повсеместно фиксируется скандинавский этнический компонент, свидетельствует о продлении торгового маршрута и его выходе к Булгарии. Поселения IX века, носящие в археологи названия «Рюриково» Городище, Крутик у Белоозера, Сарское городище, позднее — древнейшие поселения во Пскове, Холопий городок на Волхове, Петровское, Тимерёво и др. — располагались на торговой магистрали или её ответвлениях. Рядом исследователей отмечались роль Балтийско-Волжского пути как трансъевропейской магистрали и его значение для экономического развития Восточной Европы и Скандинавии. Вдоль торговой магистрали вырастали поселения, обслуживавшие торговцев, пункты, контролировавшие опасные участки пути, возникали места для торговли с местным населением (ярмарки). Местные товары включали пушного зверя и продукты лесных промыслов, мёд, воск и др. Окружающая территория вовлекалась в торговлю и обслуживание торгового маршрута, племенная знать контролировала эту деятельность, в результате чего возрастала социальная стратификация. Потребность в местных товарах для их реализации в торговых пунктах усиливала роль даней. Увеличение объёма собираемых даней имело следствием усложнение потестарных структур и усиление центральной власти. О важном значении торговли в этом регионе свидетельствовали арабские авторы X века в известиях, восходящих к источникам IX века (Ибн Руста, автор «Худуд ал-Алам», ал-Истахри, Ибн Хаукаль, ал-Факих и др.).

## История теории

### Ранний период
Иван Васильевич часто хвастал, что предки его не русские, как бы гнушаясь своим происхождением от русской крови. Это видно из слов его, сказанных одному англичанину — золотых его дел мастеру. Отдавая слитки для приготовления посуды, царь велел ему хорошенько смотреть за весом. «Русские мои все воры, — сказал он. — <...> Я не русский, предки мои германцы».
Первыми «норманистами» исследователи называют русских летописцев. Ранние русские летописи, начиная с самой ранней достоверно известной «Повести временных лет», возводят народ русь к варягам — собирательное обозначение скандинавских народов в ранних русских источниках.
В Новое время о происхождении варягов из Швеции упоминал король Юхан III в дипломатической переписке с Иваном Грозным. Сам царь категорически это отрицал, настаивая на происхождении Рюриковичей из потомков императора Августа из германской нации.
«Варяжский вопрос» часто приобретал политическое звучание. В XVII веке Швеция для обоснования своей экспансионистской политики по отношению к Русскому государству активно использовала летописные сведения о скандинавском происхождении древнерусских князей и присутствии скандинавов в Восточной Европе периода становления Древнерусского государства.
Идею скандинавского происхождения варягов развил в 1615 году шведский дипломат Пётр Петрей де Ерлезунда в своей книге «Regin Muschowitici Sciographia». Его поддержал в 1671 году королевский историограф Юхан Видекинд в «Thet svenska i Ryssland tijo åhrs krijgs historie».

### Российская империя

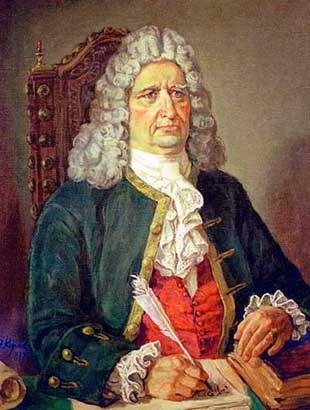
Г. Ф. Миллер

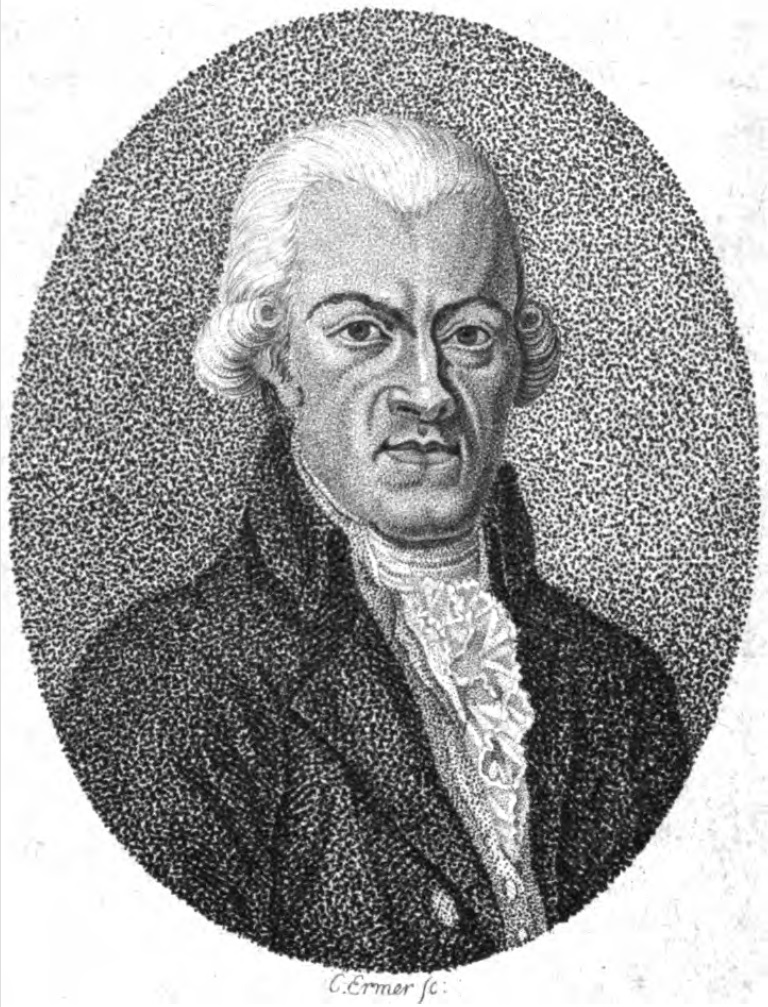
А. Л. Шлёцер

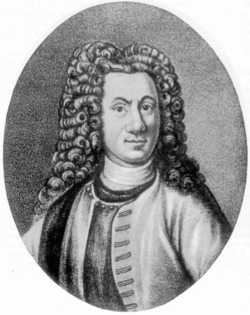
В. Н. Татищев

В самой России широкую известность норманская теория получила в первой половине XVIII века, благодаря работам немецких историков в Российской академии наук Г. З. Байера (1694—1738), позднее Г. Ф. Миллера, Ф. Г. Штрубе де Пирмонта и А. Л. Шлёцера.
В России политическую и идеологическую остроту «варяжский вопрос» приобрёл в середине XVIII века, когда против норманской теории, усмотрев в ней тезис об отсталости славян и их неготовности к образованию государства, активно выступил М. В. Ломоносов, предложив иную, не скандинавскую идентификацию варягов, отчасти совпавшую с неизвестными ему взглядами Ивана Грозного. Ломоносов, в частности, утверждал, что Рюрик был родом из полабских славян, которые, по его мнению, имели династические связи с князьями ильменских словен. Этим и было обусловлено его приглашение на княжение.
В дискуссии 1749 года обозначились два диаметрально противоположных взгляда: признание скандинавов в качестве основателей Древнерусского государства, трактовка наименований «русь» и «варяги» как обозначения скандинавов (Г. Ф. Миллер, опиравшийся на исследования Г. З. Байера) и отрицание какого-либо участия скандинавов в социально-политической жизни Руси, утверждение, что слова «русь» и «варяги» — греческие или славянские (М. В. Ломоносов, В. К. Тредиаковский и др.). Обе стороны исходили из единых представлений о возможности создания государства одним человеком и считали летописные сообщения полностью достоверными, но расходились в их интерпретации.
В отношении научных исторических изысканий Миллер стоял на явных объективистских позициях, он утверждал, что историк «должен казаться без отечества, без веры, без государя… все, что историк говорит, должно быть строго истинно, и никогда не должен он давать повод к возбуждению к себе подозрения в лести». В этом и заключалось основное расхождение позиций Миллера и Ломоносова. По мнению А. С. Мыльникова, в диспуте Ломоносова и Миллера 1749—1750 годов «столкнулись два методологических подхода — один, представленный Миллером, восходящий к рационалистической критике раннего немецкого Просвещения, и другой, представленный Ломоносовым, сочетавший просветительские представления с элементами поэтики русского барокко, сцементированные идеями национального патриотизма». Миллер настаивал на необходимости различать историческое исследование и «панегерическую речь» и считал, что негативные примеры из прошлого обладают не меньшим воспитательным значением, чем положительные. Кроме того, Миллер, в отличие от Ломоносовым, не ставил своей целью создать национальный исторический дискурс, он рассматривал свою задачу не в качестве политической или патриотической, но как сугубо научную, связанную с получением нового знания.
Филолог Ю. М. Лотман писал, что многие писатели и историки XVIII века, включая Ломоносова, больше доверяли в действительности поздним источникам, наподобие поздних редакций Хронографа, поскольку свидетельства, сообщаемые «Повестью временных лет», казались им слишком лапидарными, скупыми, лишёнными романического содержания. Эти свидетельства почти не касались тем, которые интересовали читателя конца XVIII века в наибольшей мере, — дохристианского, докняжеского периода, и предоставляли слишком мало подробностей. К поздним источникам привлекала также свойственная им сказочная фантастичность, которая по представлениям XVIII века была признаком старины. Так, более фантастичные, чем сведения, сообщаемые «Повестью временных лет», статьи Хронографа воспринимались как более древние.
Один из первых русских историков середины XVIII века В. Н. Татищев, исследовав «варяжский вопрос», не пришёл к определённому выводу относительно этнической принадлежности призванных на Русь варягов, но предпринял попытку объединения противоположных воззрений. По его мнению, основанному на «Иоакимовской летописи», варяг Рюрик происходил от норманнского князя, правящего в Финляндии, и дочери славянского старейшины Гостомысла.

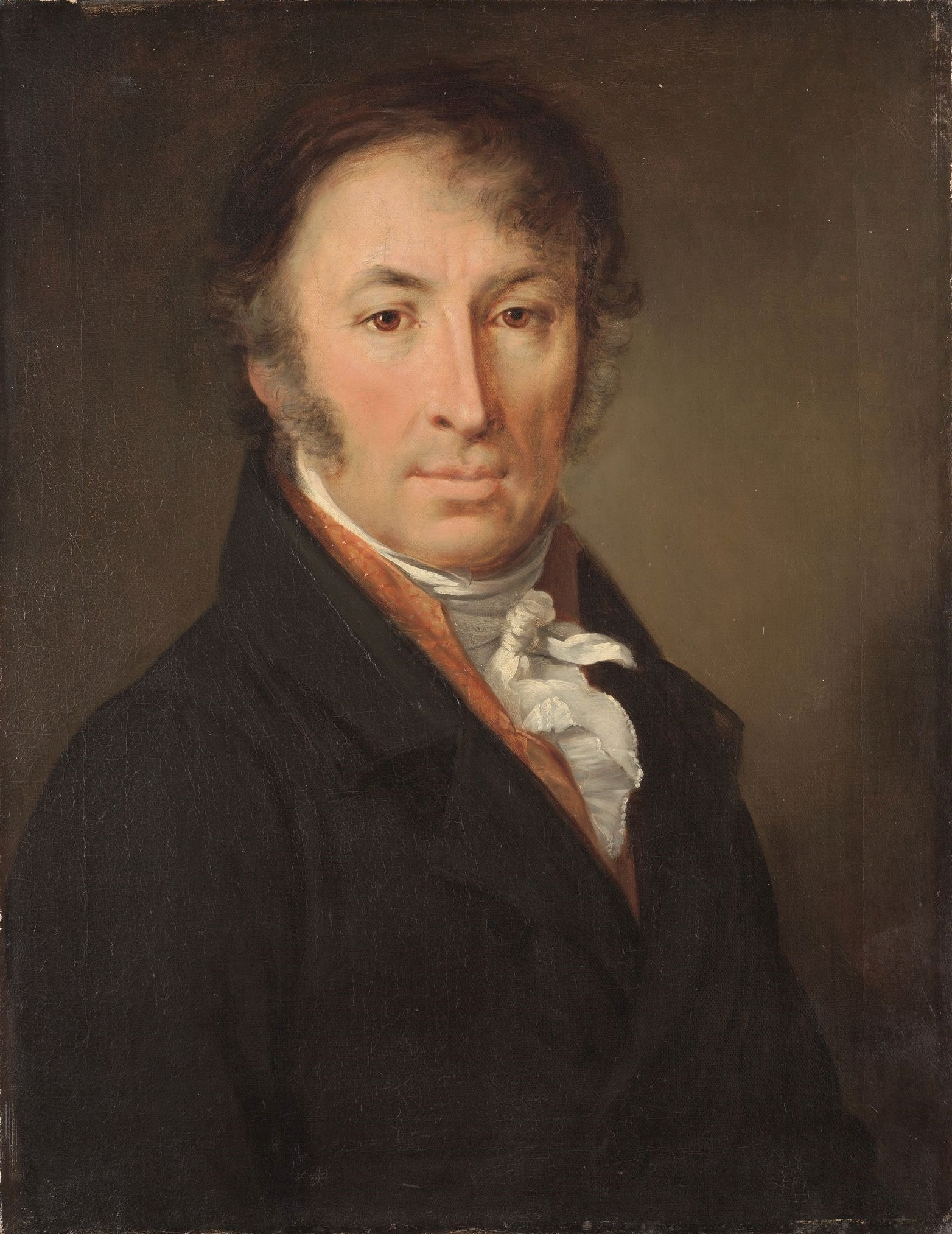
Н. М. Карамзин

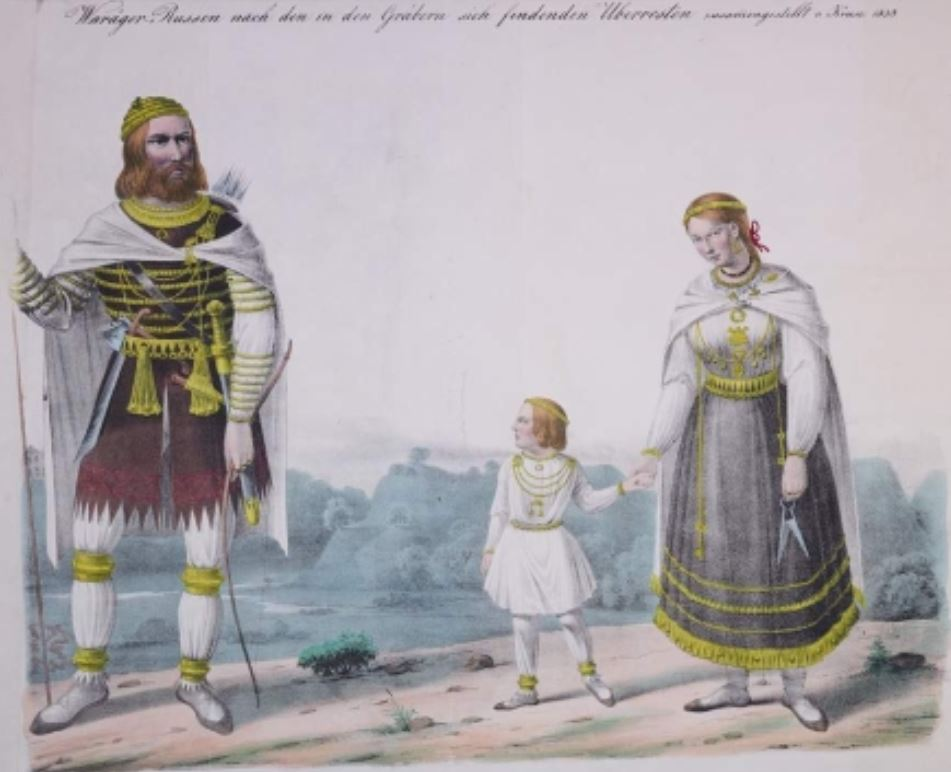
Варяги-русь, реконструкция немецкого историка Фридриха Крузе на основании археологических находок, 1859

В начале XIX века Н. М. Карамзин с опорой на критический анализ летописных известий, произведённый А. Л. Шлёцером, предложил концепцию создания российской «монархии» варягами-скандинавами во главе с Рюриком, который был приглашён новгородским старейшиной Гостомыслом с целью управления славянскими и финскими племенами. Построение Карамзина преобладало до середины XIX века. В свою очередь, под влиянием трудов И. Ф. Г. Эверса С. М. Соловьев, признавая происхождение первых князей и дружины норманнским, в целом оценивал их влияние как незначительное.
В середине XIX века в рамках славянофильства наблюдается усиление антинорманских тенденций. Двумя виднейшими представителями антинорманизма XIX века были С. А. Гедеонов и Д. И. Иловайский. Гедеонов вновь поставил во главу угла вопрос об этнической природе варягов и руси. Он утверждал, что эти термины, а также имена первых русских князей (Рюрик, Олег, Игорь) происходят из прибалтийско-славянских языков, что, по его мнению, доказывало славянскую природу древнерусской государственности. Русов он считал балтийскими славянами — ободритами. Однако его этимология была тогда же отвергнута лингвистами. Вместе с тем его критика взглядов «норманистов» побудила их интенсифицировать поиски и исследование новых источников по «варяжскому вопросу». Иловайский придерживался теории южного происхождения русов.

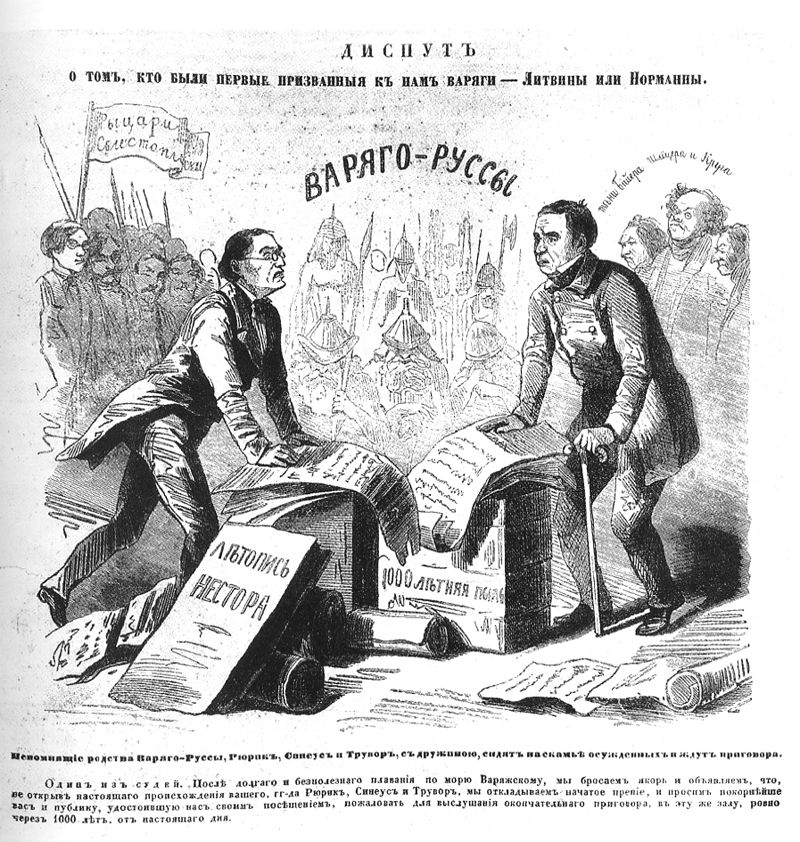
Диспут между Н. И. Костомаровым и М. П. Погодиным по вопросу, кем были первые призванные варяги. Из коллекции Музея истории СПбГУ

Норманскую теорию разделял М. П. Погодин, который участвовал в дискуссии с занимавшими позиции антинорманизма Н. И. Костомаровым, а затем Д. И. Иловайским. По итогам полемики в 1872 году Погодин составил обобщающий труд «Древняя русская история до монгольского ига».

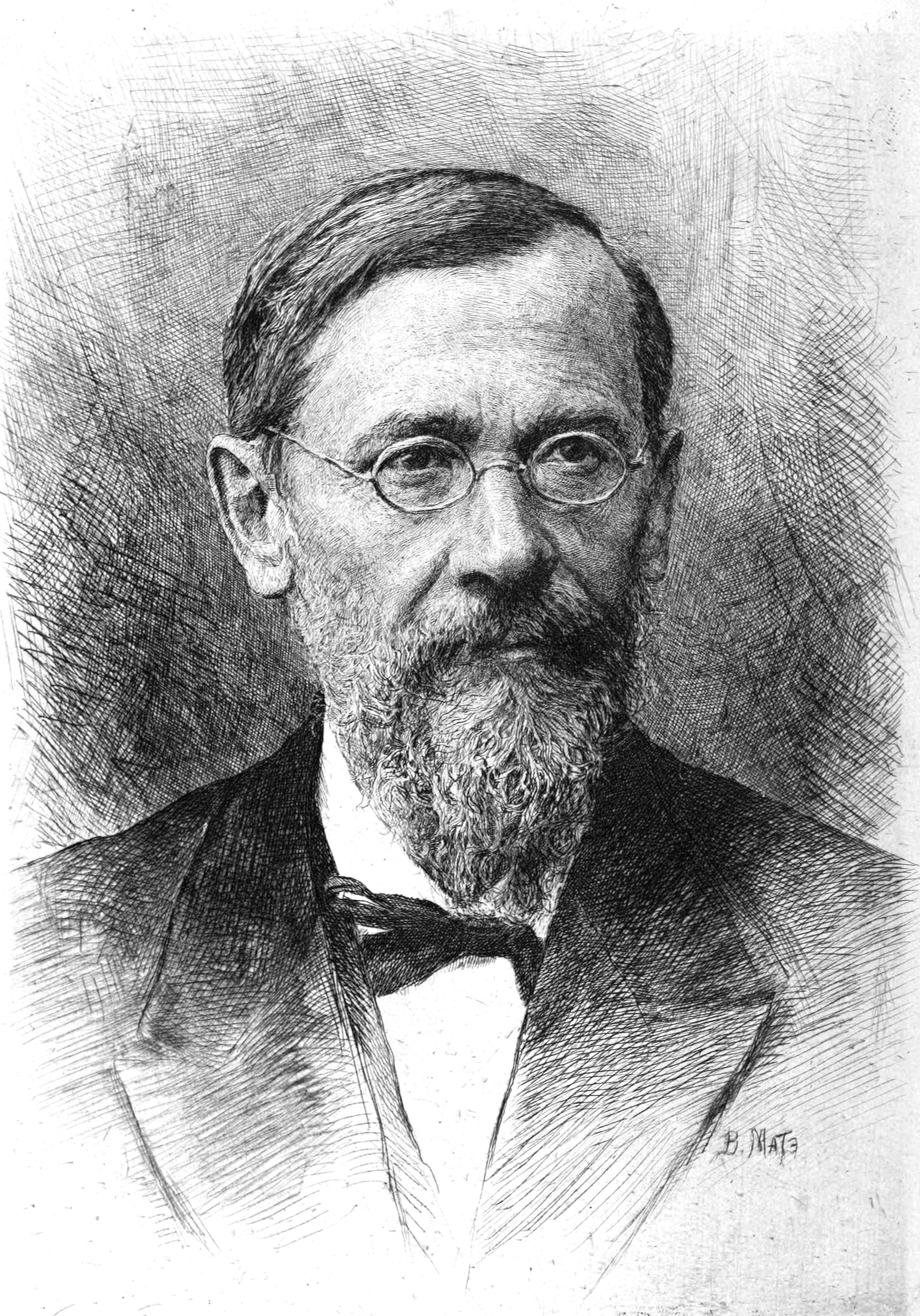
В. О. Ключевский

В середине XIX — начале XX веков учёные ввели в научный оборот значительный корпус восточных (А. Я. Гаркави, А. А. Куник), византийских (В. В. Латышев), скандинавских (Ф. А. Браун) и западно-европейских источников. Эти источники в значительной мере расширили понимание экономических и социально-политических процессов образования раннего Русского государства и свидетельствовали о значительной роли в них скандинавов. Взгляды на причины возникновения Русского государства изменились, в том числе было признано значение внутреннего экономического и социального развития восточных славян; само формирование государства теперь понималось как длительный процесс. Расширение круга источников и изменение подхода к решению проблемы появления Русского государства сняли остроту проблемы этнической принадлежности варягов и ранних русских князей. Вплоть до середины 1940-х годов подавляющее большинство российских, советских и иностранных историков и филологов признавало активное участие скандинавов в формировании Древнерусского государства, скандинавское происхождение русской знати и династии, скандинавскую этимологию терминов «варяг» и «русь». Эти взгляды разделяли С. М. Соловьёв, В. О. Ключевский, В. Л. Томсен, А. А. Шахматов, Ю. В. Готье, Б. Д. Греков, С. В. Юшков и др. Одновременно масштабные археологические исследования в Старой Ладоге, Гнёздове, Киеве, Чернигове (Н. Е. Бранденбургом, Д. Я. Самоквасовым, А. А. Спицыным, Т. Арне и др.) подтвердили, что в Восточной Европе IX—X веков проживало значительное число скандинавов, а скандинавские древности концентрируются в основных пунктах торговых путей.

### СССР и эмиграция
В середине 1940-х — начале 1950-х годов в Советском Союзе произошло новое усиление антинорманизма, которое имело две основных причины: реакция на эксплуатацию идей «норманизма» в нацистской Германии для пропаганды расового превосходства «германской расы» над славянами — скадинавы изображались нацистами как культуртрегеры по отношению к славянам; а также «борьба с космополитизмом». Сказание о призвании варягов стало ассоциироваться с нацистскими идеями о неспособности «славянской расы» к самостоятельному развитию и воспринималось как чуждое «патриотической» русской летописи, которая, с точки зрения части советских авторов, свидетельствует об исконно славянских (киевских) истоках государственности. В сферах истории и археологии «борьба с космополитизмом» выразилась в теории автохтонного, не имеющего внешних влияний, развития восточных славян. Присутствие скандинавов в Восточной Европе отрицалось (А. В. Арциховский). Основным аргументом этого, как и в XVIII веке и в середине XIX века, была попытка доказать нескандинавскую этимологию названий «русь» и «варяги». Для этих терминов предлагались восточно-славянская (М. Н. Тихомиров), кельтская, прибалтийско-славянская (А. Г. Кузьмин) и др. этимологии.
Другим аргументом считался тезис одного из основоположников марксизма Фридриха Энгельса о том, что государство не может быть навязано извне, дополненный официально пропагандируемой в то время псевдонаучной автохтонистской теорией лингвиста Н. Я. Марра, отрицавшей миграции и объясняющей эволюцию языка и этногенез с классовой точки зрения. Идеологической установкой для советских историков стало доказательство тезиса о славянской этнической принадлежности племени русь. Характерные выдержки из публичной лекции доктора исторических наук В. В. Мавродина, прочитанной в 1949 году, отражают состояние дел в советской историографии сталинского периода:

Естественно, что «учёные» прислужники мирового капитала стремятся во что бы то ни стало опорочить, очернить историческое прошлое русского народа, принизить значение русской культуры на всех этапах её развития. Они же «отказывают» русскому народу в инициативе создания своего государства.[…]

Этих примеров вполне достаточно, чтобы прийти к выводу, что тысячелетней давности предание о «призвании варягов» Рюрика, Синеуса и Трувора «из-за моря», которое давным-давно следовало сдать в архив вместе с преданием об Адаме, Еве и змие-искусителе, всемирном потопе, Ное и его сыновьях, возрождается зарубежными буржуазными историками для того, чтобы послужить орудием в борьбе реакционных кругов с нашим мировоззрением, нашей идеологией.[…]

Советская историческая наука, следуя указаниям Маркса, Энгельса, Ленина, Сталина, положив в основу замечания товарищей Сталина, Кирова и Жданова на «Конспект учебника по Истории СССР», разработала теорию о дофеодальном периоде, как периоде зарождения феодализма, и о варварском государстве, возникающем в это время, и приложила эту теорию к конкретным материалам истории русского государства. Таким образом уже в теоретических построениях основоположников марксизма-ленинизма нет и не может быть места норманнам как создателям государства среди «диких» восточно-славянских племён.

Многие годы советский антинорманизм представлял историк и археолог Б. А. Рыбаков. С 1940-х годов он отождествлял русов и славян, помещая первое древнеславянское государство, предшественника Киевской Руси, в лесостепь Среднего Поднепровья.
Историк А. П. Новосельцев так описывал ситуацию в позднесоветский период: «Возражать им [академику Рыбакову и его последователям] становилось даже опасно, так как можно было заслужить малопочтенный в ту пору ярлык норманиста, что вело к ограничению возможностей публикации трудов тех, кто его получал, и т. д.». Клейн в книге мемуаров приводит письмо, направленное в Управление внешних сношений МВиССО СССР профессором Д. А. Авдусиным, в котором значилось: «Позиция группы Клейн-Лебедев-Булкин представляется мне противоречащей марксизму-ленинизму, антипатриотической. Поездка любого из членов этой группы за границу, тем более — в гнездо зарубежного норманизма — Швецию, послужит не на пользу, а во вред советской исторической науке».
Позиция историка и археолога Л. С. Клейна по норманской проблеме, занятая им с 1960 года, поначалу вызывала только неявное недовольство партийного руководства наукой, которое привело к организации дискуссии 1965 года, где оппонентом Клейна выступил И. П. Шаскольский. Это была третья публичная дискуссия по данной проблеме (каждая отстояла от предшествующей приблизительно на столетие; в первой участвовали Г. Ф. Миллер и М. В. Ломоносов, во второй — М. П. Погодин и Н. И. Костомаров). В печати реакция началась после появления в 1970 году сводки норманнских древностей Руси, выполненной Клейном совместно с его учениками: последовали рецензия в Польше, три подробных отклика в России.
В 1960-е годы «норманисты» вернули позиции, признавая существование славянского протогосударства во главе с русью до прихода Рюрика. И. Л. Тихонов называет одну из причин, почему в 1960-е годы многие становились норманистами:

…отход от научного официоза воспринимался и как своего рода «научное диссидентство», фронда, а это не могло не привлекать молодых людей, политическое диссидентство которых ограничивалось чтением Гумилева и Бродского, распеванием песен Галича, да анекдотами про Брежнева […] Некоторая оппозиционность вполне устраивала нас и создавала некий ореол вокруг участников «Варяжского семинара».

В 1960-е — начале 2000-х годов в работах археологов (Д. А. Авдусин, М. И. Артамонов, А. Н. Кирпичников, Г. С. Лебедев, Е. Н. Носов, Т. А. Пушкина и др.), историков и источниковедов (А. А. Горский, Е. А. Мельникова, А. П. Новосельцев, В. Т. Пашуто, В. Я. Петрухин, М. Б. Свердлов, И. П. Шаскольский и др.), филологов (Г. А. Хабургаев, Г. Шрамм) изучение славяно-скандинавских связей периода формирования Русского государства было выведено далеко за пределы спора о происхождении названий «русь» и «варяги», обретя комплексный и междисциплинарный характер. Основными вопросами являются роль торговых путей в образовании государства и степень участия варягов в международной торговле, формирование русской военной элиты и место, занимаемое в ней варягами, наряду с другими этническими группами, сравнительная типология социально-политического развития скандинавов и восточных славян и их этнокультурный синтез, русские вляиния на культуру Восточнеой Скандинавии др. В 1968 году В. Т. Пашуто писал, что скандинавы сыграли роль «в качестве наемников-князей, воинов, купцов, дипломатов… в строительстве славянской знатью огромного и многоязычного Древнерусского государства».
Предметом дискуссии стала локализация объединения русов с каганом во главе, получившего условное название Русский каганат. Востоковед А. П. Новосельцев склонялся к северному расположению Русского каганата, в то время как археологи (М. И. Артамонов, В. В. Седов) помещали каганат на юге, в районе от Среднего Поднепровья до Дона. Не отрицая влияния норманнов на севере, они всё же выводят этноним «русь» из иранских корней.
В 1970-е годы А. Г. Кузьминым был возрождён антинорманизм середины XIX века — в той его форме, которая была выдвинута М. В. Ломоносовым и развита С. А. Гедеоновым. Мнения, что варяги были не скандинавами, а западными славянами, в те годы придерживались только историки В. Б. Вилинбахов, А. Г. Кузьмин и В. В. Похлёбкин. В рамках этого направления варяги считаются прибалтийскими славянами — на основании этимологий («варяги»-«вагры» и др.), а также западнославянских влияний на язык и материальную культуру северо-западных областей Древней Руси. Также Кузьмин писал, что варяги были ославяненными кельтами.

### Постсоветский период
По мнению британского учёного Томаса Кендрика, начало IX века было отмечено борьбой варягов (скандинавов), известных византийцам как rus' или Rhos (῾Ρῶς) за контроль над торговым путем по Днепру. Согласно Кендрику, торговым походам варягов препятствовали хазары, жившие в низовьях Днепра и северном Причерноморье. Походы варягов увенчались изгнанием хазар из района современного Херсона. После этого варяги предприняли набег на южное побережье Чёрного моря и разграбили там в Пафлагонии византийский город Амастриду. Упоминание набега варягов на Амастриду содержится в жизнеописании византийского епископа святого Георгия Амастридского. О том, в какие годы был совершён этот набег, не известно (наиболее вероятно, в 830-е годы). Кендрик считал, что если это произошло в самом начале века, то не исключено, что предводителем варягов мог быть тот же легендарный Бравлин, который возглавлял набег на крымский Сурож.
Очередное усиление дискуссии вызвал доклад Клейна (1995) о «конце антинорманизма» (один отклик в поддержку, два — против) на торжественном юбилее дискуссии 1965 года. Клейн полагал, что после ликвидации советской власти, а вместе с ней и государственной поддержки антинорманизма, дискуссия на эту тему завершена. В журнале «Стратум» за 1999 год Клейн опубликовал статью «Норманизм — антинорманизм — конец дискуссии»
В XXI веке работа Кузьмина была продолжена его учениками и последователями. «Современным лидером антинорманизма» историк и археолог Л. С. Клейн называет липецкого историка В. В. Фомина, одного из учеников и последователей Кузьмина.
Более активная дискуссия развернулась после издания работы историка Л. С. Клейна «Спор о варягах» (2009). Это издание совпало с возрождением антинорманизма, поддерживаемого директором Института российской истории РАН А. Н. Сахаровым. Сахаров совместно с историком В. В. Фоминым выступили по телевидению, Клейн подверг критике их выступление в печати (2010), опубликовав ряд статей, в частности, о конференции сторонников Сахарова «Начало Руси». Фомин, в свою очередь, поместил в интернете подробный критический разбор «Спора о варягах» и других произведений Клейна под названием «Клейн как диагноз, или голый конунг», где обвинил Клейна в научной несостоятельности его исторических взглядов. Клейн ответил статьёй «Антинорманизм как диагноз».
По мнению Е. А. Мельниковой и В. Я. Петрухина, становлению княжеской династии предшествовал длительный процесс развития социально-экономических отношений у славян и финно-угров, в котором скандинавские дружины стали не более чем катализатором в связи с их участием в создании торгового маршрута из Скандинавии в Восточную Европу. Скандинавы целиком «реализовали» себя в ранней русской истории, приняв участие в том этнокультурном синтезе, который привел к становлению Русского государства и культуры. Призвание Рюрика на княжение рассматривается учёными как фольклорное отражение договорных отношений (др.-рус. рядъ) между племенной знатью восточных славян и финнов с одной стороны и варяжской дружиной во главе с князем — с другой стороны.
По мнению археолога В. В. Мурашёвой, несмотря на значительное присутствие выходцев из Скандинавии среди населения Восточной Европы, скандинавское происхождение правящей династии, дружины и названия государства, скандинавы славянизировались в течение небольшого времени, а ранняя русская история была вполне самостоятельной. Отдельные части Восточно-Европейской равнины осваивались различными этническими группами (славянами, балтами, финно-уграми, норманнами), не разделёнными между собой границами. Процесс этот происходил в основном мирно. В восточнославянском самосознании, в отличие от западноевропейского, не сложился враждебный образ викинга, варяга.
По мнению историка А. А. Горского, влияние норманнов выразилось исключительно в объединении государственных образований Севера и Юга Восточной Европы, которые в обратном случае могли бы существовать раздельно и далее. Вместе с тем, это ускорило и ассимиляцию пришлой, скандинавской части элитного слоя.

## Псевдонаука
Французский барон Артюр де Гобино, заложивший основы «расовой теории», писал в своём сочинении «Опыт о неравенстве человеческих рас» (1853—1855):

Сегодня существует большая славянская империя [Российская империя] — единственная, которая выдержала испытание временем, первый и уникальный памятник политическому разуму, истоки которого следует искать в варяжских, то есть норманнских династиях. Однако это грандиозное сооружение является германским только в силу факта своего существования. Норманны не изменили характер своих подданных: они были слишком малочисленны, чтобы добиться такого результата. Они затерялись в массе местного населения.

Скандинавское происхождение элиты Древнерусского государства использовалось в пропаганде нацистской Германии для доказательства идеи принадлежности славян к «низшим расам» и «неспособности их к самостоятельному управлению» (утверждалась культуртрегерская роль скандинавов по отношению к славянам). Ещё в «Майн кампф» (1925) Гитлер писал: «Не государственные дарования славянства дали силу и крепость русскому государству. Всем этим Россия обязана была германским элементам — превосходнейший пример той громадной государственной роли, которую способны играть германские элементы, действуя внутри более низкой расы». В изданной 1 июня 1941 года инструкции статс-секретаря немецкого имперского министерства внутренних дел и имперского министерства продовольствия Герберта Бакке для немецких оккупационных чиновников говорилось:

«Наша страна велика и обильна, а порядка в ней нет, приходите и владейте нами». Это изречение появилось уже в самом начале образования русского государства, когда русские звали норманнов приходить и управлять ими. Эта установка красной нитью проходит через все периоды истории русского государства: господство монголов, господство поляков и литовцев, самодержавие царей и господство немцев, вплоть до Ленина и Сталина. Русские всегда хотят быть массой, которой управляют. Так они воспримут и приход немцев, ибо этот приход отвечает их желанию: «приходите и владейте нами».

4 октября 1943 года, уже в разгар войны, выступая перед своими группенфюрерами в Познани, рейхсфюрер СС Генрих Гиммлер заявлял: «Этот низкокачественный человеческий материал сегодня так же не способен поддерживать порядок, как не был способен 700 или 800 лет назад, когда эти люди призывали варягов, когда они приглашали Рюриков».
Российский политический деятель праворадикального направления Алексей Широпаев утверждал, что начало Руси положили «чистые арийцы» — норманны и венеды — «нордические автохтоны», обладавшие высочайшей культурой. По его мнению они были «белым» европейским населением, оплотом которого стал Великий Новгород, «жемчужина Северной Европы». Но затем Русь попала под давление сначала Хазарии, затем — Византии, которые, по его словам, сознательно стремились растворить исконно русских («белых людей») в «русскоязычной кавказско-татарско-еврейской массе», что автор называет «Евразийским проектом».

## Критика
Антинорманизм, преобладавший в славянофильском течении российской исторической науки, а позднее благодаря партийным идеологам и в советской историографии, приписывал норманской теории следующие положения: приход норманнов на древнюю восточнославянскую территорию, основание норманнами киевской княжеской династии; норманское происхождение названия «Русь»; Влияние норманнов на восточнославянскую культуру; норманны как создатели первого восточнославянского государства; расовое превосходство норманнов как причина их успехов; политическое влияние на современную ситуацию: германцам суждено повелевать, славянам — подчиняться. При этом в действительности учёные-норманисты разделяли лишь первые пять из этих пунктов. О расовом превосходстве и влиянии на нынешнюю политику учёные речь не вели. Официальная советская пропаганда представляла «норманистов» как «врагов народа» или «агентов запада». Ряд популярных работ и ресурсов в Интернете распространяют среди жителей России представление, что норманисты это «инородцы», «русофобы», «антипатриоты» и в целом «безнравственные люди».
По мнению историка А. В. Назаренко, «скандинавоязычного прототипа у финского Ruotsi, а значит, и древнерусского русь выявить не удаётся». Однако лингвисты отмечают несомненность существования прагерманского глагола *róa и его производных, в том числе rōþer («гребец») и *rōþs(-maðr, -karl) и др., отразившихся во всех германских языках. Переход древнесеверогерманского rōþs- > финск. ruots фонетически закономерен. Комплекс значений слова rōþ(e)r — «гребец; гребля; весло; плавание на гребных судах» — является устойчивым во всех германских языках: др.-исл. róðr, др.-в.-нем. ruodar, др.-англ. rōðor и др. Переход финск. ruotsi > др.-русск. русь фонетически обоснован. Зап.-финск. uo/oo закономерно отражалось в др.-русск. ӯ, что подтверждается рядом аналогий (ср. финск. suomi > др.-русск. сумь).
И. П. Шаскольский писал, что термин руотси нигде не встречается до XVI века. Г. С. Лебедев и В. С. Кулешов считают, что нет лингвистических препятствий для того, чтобы выводить др.-рус. рѹсь из др.-сканд. *rōþ- непосредственно, без финского посредства.
В новейшее время в контексте цивилизационного подхода в истории и теорий этнокультурных взаимодействий противостояние «норманистов» и «антинорманистов» в значительной мере утратило научный смысл. Становление государственности рассматривается как длительный процесс углубления стратификации общества, завершающийся политогенезом под воздействием комплекса различных факторов.